# 目中无人 (2022年电影)
《目中无人》是一部2022年上映的中国大陆武侠网络电影。本片由杨秉佳编剧并执导，谢苗、高维蔓、向皓等主演。于2022年6月3日在爱奇艺“云影院”网络上映，采用单片付费模式。本片分账票房2960万人民币，在爱奇艺2022年上线的网络电影中排第二高。

## 剧情
安史之乱后，世道动荡，盲侠成瞎子行走江湖，替朝廷缉凶领取赏钱。凉城，倪燕新婚之日，遭宇文英灭门，仅倪燕一人身免。地方官高非畏惧宇文英的势力，将倪燕诬陷成凶手。成瞎子路见不平，救下倪燕，一道逃离凉城。
在洛阳城，倪燕认出凶手宇文英，冲动复仇反被关入死人坊虐待。成瞎子再度出手救下，并托付自己的老相好琵琶女带倪燕远走高飞。成瞎子逼问宇文英手下贺秋风，得知原委：原来宇文英为攀上朝廷郭将军家三小姐，盗墓挖取夜明珠献上；为防止他人知晓，残忍杀害所有盗墓者，仅倪家的倪君逃脱；为彻底掩盖真相，接着又带人将倪家灭门。
贺秋风死后，宇文英将琵琶女半道截下，后以十三支箭射死，曝尸洛阳城中船上。成瞎子为给倪燕和琵琶女复仇，大雪之日，手持一把听风刀，孤身前往宇文家，面对宇文英和其众多私兵，决死一战...

## 演出
| 演員   | 角色   | 介紹                                                       |
| 谢苗   | 成瞎子 | 本名成乙，睢阳之战老兵。后成为捉刀人，以替朝廷缉凶领赏为生 |
| 高维蔓 | 倪燕   | 凉城一寻常酒家女子                                         |
| 向皓   | 宇文英 | 宇文家人，宗族势力深厚                                     |
| 刘奔   | 贺秋风 | 赌坊坊主，听命于宇文英                                     |
| 张荻   | 琵琶女 | 琴娘，成瞎子的老相好                                       |
| 张皓森 | 倪君   | 倪燕兄长                                                   |
| 高毅   | 高非   | 凉城地方官                                                 |

## 工作人员
- 导演、编剧：杨秉佳
- 摄影指导：赵晓峰
- 动作导演：秦鹏飞
- 动作指导：张韦，张乐
- 美术指导：金韬
- 配乐：有沐音乐

## 外部連結
- 豆瓣电影上《目中无人》的資料 （简体中文）